# Shinya Katabuchi
Shinya Katabuchi –en japonés, 片渕 慎弥, Katabuchi Shinya– (24 de octubre de 1983) es un deportista japonés que compitió en judo. Ganó tres medallas en el Campeonato Asiático de Judo en los años 2007 y 2008.

## Palmarés internacional
| Campeonato Asiático | Campeonato Asiático  | Campeonato Asiático | Campeonato Asiático |
| Año                 | Lugar                | Medalla             | Categoría           |
| ------------------- | -------------------- | ------------------- | ------------------- |
| 2007                | Kuwait (Kuwait)      | Medalla de oro      | Abierta             |
| 2007                | Kuwait (Kuwait)      | Medalla de bronce   | +100 kg             |
| 2008                | Jeju (Corea del Sur) | Medalla de bronce   | +100 kg             |